# Canton de Troyes-7
Le canton de Troyes-7 est une ancienne division administrative française, située dans le département de l'Aube en région Champagne-Ardenne.

## Géographie
Ce canton comprenait une fraction de Troyes et trois autres communes dans l'arrondissement de Troyes. 

## Histoire
Le canton est créé en 1973. Par le décret du 21 février 2014, il est supprimé à compter des élections départementales de mars 2015.

## Administration
| Période | Période      | Identité                            | Étiquette | Qualité                                                                                 |
| ------- | ------------ | ----------------------------------- | --------- | --------------------------------------------------------------------------------------- |
| 1973    | 1985         | Bernard Pieds                       | PS        | Directeur de journal Député (1967-1968) Ancien conseiller général du Canton de Troyes-3 |
| 1985    | 1998         | Jacques Rigaud                      | RPR       | Maire de Rosières-près-Troyes (1977-2020)                                               |
| 1998    | 2000 (décès) | Francis Mielle                      | DVD       | Maire de Saint-Julien-les-Villas (1989-2000)                                            |
| 2000    | 2004         | France Mielle (épouse du précédent) | DVD       | Maire de Saint-Julien-les-Villas (2001-2005)                                            |
| 2004    | 2015         | Jacques Rigaud                      | UMP       | Retraité de banque Maire de Rosières-près-Troyes                                        |

## Composition
Le canton comprenait une fraction de la commune de Troyes et trois autres communes. Il comptait 18 133 habitants (population municipale) au 1er janvier 2012.
| Nom                     | Code Insee | Intercommunalité              | Population (dernière pop. légale)              |
| ----------------------- | ---------- | ----------------------------- | ---------------------------------------------- |
| Troyes (chef-lieu)      | 10387      | CA Troyes Champagne Métropole | Fraction : 5 174(2012) Commune : 60 750 (2014) |
| Bréviandes              | 10060      | CA Troyes Champagne Métropole | 2 659 (2014)                                   |
| Rosières-près-Troyes    | 10325      | CA Troyes Champagne Métropole | 3 859 (2014)                                   |
| Saint-Julien-les-Villas | 10343      | CA Troyes Champagne Métropole | 6 891 (2014)                                   |

## Démographie
| 1975 | 1982 | 1990   | 1999   | 2006   | 2011   | 2012   |
| ---- | ---- | ------ | ------ | ------ | ------ | ------ |
| -    | -    | 18 991 | 19 012 | 18 282 | 18 357 | 18 133 |